# Grabowski Potok
Grabowski Potok – potok, lewy dopływ Popradu.
Potok spływa z Pasma Radziejowej w Beskidzie Sądeckim. Wypływa z niższych części długiego północno-wschodniego grzbietu Przechyby (1193 m). Jego źródłowe cieki wypływają z dolnych części polany Paszkowa (na wysokości ok. 660 m) i poniżej polany Kanarkówka (też ok. 660 m n.p.m.), wcinając się w obydwa przeciwległe stoki tego grzbietu. Łączą się w miejscowości Barcice poniżej zakończenia grzbietu Przechyby. Stąd potok już tylko krótkim korytem spływa w północno-wschodnim kierunku i na wysokości 328 m uchodzi do Popradu.